# Atletism la Jocurile Olimpice de vară din 2016 - Aruncarea ciocanului (masculin)
Proba masculină de aruncare a ciocanului de la Jocurile Olimpice de vară din 2016 a avut loc în perioada 17-19 august la Stadionul Olimpic.

## Formatul competiției
Fiecare atlet a avut dreptul la trei aruncări în etapa de calificare. Atleții care au trecut peste baremul de calificare s-au calificat direct în finală. Dacă se calificau mai puțin de 12 atleți, tabelul finalei se completa până se ajungea la 12. Pentru finală fiecare atlet a avut dreptul la trei aruncări, după care primii opt clasați au avut dreptul la încă trei aruncări. 

## Recorduri
Înaintea acestei competiții, recordurile mondiale și olimpice erau următoarele:
| Record           | Atlet                  | Rezultat | Loc                         | Data               |
| ---------------- | ---------------------- | -------- | --------------------------- | ------------------ |
| World record     | Yuriy Sedykh (URS)     | 86,74 m  | Stuttgart, Germania de Vest | 30 august 1986     |
| Recordul olimpic | Serghei Litvinov (URS) | 84,80 m  | Seul, Coreea de Sud         | 26 septembrie 1988 |

## Rezultate

### Calificări
Baremul de calificare: 76,50 m (C) sau printre primii 12 aruncători (c)
| Loc | Grupa | Nume                   | Țară                       | #1    | #2    | #3    | Rezultat    | Note |
| --- | ----- | ---------------------- | -------------------------- | ----- | ----- | ----- | ----------- | ---- |
| 1   | B     | Wojciech Nowicki       | Polonia                    | 74,39 | 74,09 | 77,64 | 77,64       | (C)  |
| 2   | B     | Ivan Tsikhan           | Belarus                    | 76,51 | –     | –     | 76,51       | (C)  |
| 3   | B     | Dilshod Nazarov        | Tadjikistan                | 75,46 | 76,39 | –     | 76,39       | (c)  |
| 4   | B     | Krisztián Pars         | Ungaria                    | 73,54 | 75,49 | –     | 75,49       | (c)  |
| 5   | B     | Diego del Real         | Mexic                      | 73,20 | 75,19 | x     | 75,19       | (c)  |
| 6   | B     | Serghei Marghiev       | Republica Moldova          | 74,97 | 73,74 | x     | 74,97       | (c)  |
| 7   | B     | David Söderberg        | Finlanda                   | 74,55 | 70,91 | 74,64 | 74,64       | (c)  |
| 8   | B     | Siarhei Kalamoyets     | Belarus                    | 71,10 | 74,29 | 73,00 | 74,29       | (c)  |
| 9   | A     | Wagner Domingos        | Brazilia                   | 71,93 | 74,17 | 73,65 | 74,17       | (c)  |
| 10  | A     | Marcel Lomnický        | Slovacia                   | 74,16 | x     | 73,47 | 74,16       | (c)  |
| 11  | A     | Yevhen Vynohradov      | Ucraina                    | 73,46 | 71,85 | 73,95 | 73,95       | (c)  |
| 12  | A     | Ashraf Amgad Elseify   | Qatar                      | 72,99 | 72,62 | 73,47 | 73,47       | (c)  |
| 13  | A     | Pavel Bareisha         | Belarus                    | x     | x     | 73,33 | 73,33       |      |
| 14  | A     | Roberto Janet          | Cuba                       | 72,77 | 71,53 | 73,23 | 73,23       |      |
| 15  | B     | Lukas Melich           | Cehia                      | 70,73 | 73,14 | 72,54 | 73,14       |      |
| 16  | B     | Conor McCullough       | Statele Unite ale Americii | 70,64 | 66,30 | 72,88 | 72,88       |      |
| 17  | A     | Paweł Fajdek           | Polonia                    | x     | 71,33 | 72,00 | 72,00       |      |
| 18  | A     | Rudy Winkler           | Statele Unite ale Americii | x     | 71,89 | x     | 71,89       |      |
| 19  | B     | Chris Bennett          | Marea Britanie             | 68,44 | 70,47 | 71,32 | 71,32       |      |
| 20  | B     | Mihail Anastasakis     | Grecia                     | 71,07 | x     | 71,28 | 71,28       |      |
| 21  | A     | Mark Dry               | Marea Britanie             | 70.26 | x     | 71,03 | 71,03       |      |
| 22  | B     | Nick Miller            | Marea Britanie             | x     | x     | 70,83 | 70,83       |      |
| 23  | B     | Suhrob Khodjaev        | Uzbekistan                 | 68,83 | x     | 70,11 | 70,11       |      |
| 24  | B     | Esref Apak             | Turcia                     | x     | x     | 70,08 | 70,08       |      |
| 24  | A     | Roberto Sawyers        | Costa Rica                 | 70,08 | x     | x     | 70,08       |      |
| 26  | A     | Mohamed Mahmoud Hassan | Egipt                      | 68,47 | 67,38 | 69,87 | 69,87       |      |
| 27  | A     | Javier Cienfuegos      | Spania                     | 68,88 | 69,73 | 68,69 | 69,73       |      |
| 28  | B     | Pezhman Ghalehnoei     | Iran                       | 69,15 | x     | x     | 69,15       |      |
| 29  | A     | Kaveh Mousavi          | Iran                       | 63,19 | 65,03 | x     | 65,03       |      |
| 30  | A     | Amanmurad Hommadov     | Turkmenistan               | 61,55 | 61,99 | x     | 61,99       |      |
| 31  | A     | Kibwe Johnson          | Statele Unite ale Americii | x     | x     | x     | fără notare |      |
| 31  | A     | Marco Lingua           | Italia                     | x     | x     | x     | fără notare |      |

### Finala
| Loc | Nume                 | Țară              | #1    | #2    | #3    | #4                    | #5                    | #6                    | Rezultat | Note |
| --- | -------------------- | ----------------- | ----- | ----- | ----- | --------------------- | --------------------- | --------------------- | -------- | ---- |
| 1   | Dilshod Nazarov      | Tadjikistan       | 76,16 | 77,27 | 78,07 | 77,17                 | 78,68                 | 77,68                 | 78,68    |      |
| 2   | Ivan Tsikhan         | Belarus           | 76,13 | 77,43 | 73,48 | x                     | 77,79                 | 76,34                 | 77,79    |      |
| 3   | Wojciech Nowicki     | Polonia           | x     | 74,94 | 74,97 | x                     | x                     | 77,73                 | 77,73    |      |
| 4   | Diego del Real       | Mexic             | 73,35 | 73,58 | 76,05 | x                     | 70,83                 | 73,57                 | 76,05    |      |
| 5   | Marcel Lomnický      | Slovacia          | 73,33 | 72,65 | 74,96 | 75,09                 | 75,97                 | 74,64                 | 75,97    |      |
| 6   | Ashraf Amgad Elseify | Qatar             | 73,88 | 75,40 | 74,45 | 75,20                 | 75,46                 | 74,25                 | 75,46    |      |
| 7   | Krisztián Pars       | Ungaria           | 74,77 | 75,15 | 75,28 | 74,89                 | 74,62                 | x                     | 75,28    |      |
| 8   | David Söderberg      | Finlanda          | 72,30 | x     | 74,61 | 74,38                 | x                     | x                     | 74,61    |      |
| 9   | Siarhei Kalamoyets   | Belarus           | 74,22 | 74,17 | 73,70 | nu a mers mai departe | nu a mers mai departe | nu a mers mai departe | 74,22    |      |
| 10  | Serghei Marghiev     | Republica Moldova | 73,31 | 74,14 | x     | nu a mers mai departe | nu a mers mai departe | nu a mers mai departe | 74,14    |      |
| 11  | Yevhen Vynohradov    | Ucraina           | 73.39 | x     | 74,11 | nu a mers mai departe | nu a mers mai departe | nu a mers mai departe | 74,11    |      |
| 12  | Wagner Domingos      | Brazilia          | x     | 71,97 | 72,28 | nu a mers mai departe | nu a mers mai departe | nu a mers mai departe | 72,28    |      |

## Legendă
RA Record african | AM Record american | AS Record asiatic | RE Record european | OCRecord oceanic | RO Record olimpic | RM Record mondial | RN Record național | SA Record sud-american | RC Record al competiției | DNF Nu a terminat | DNS Nu a luat startul | DS Descalificare | EL Cea mai bună performanță europeană a anului | PB Record personal | SB Cea mai bună performanță a sezonului | WL Cea mai bună performanță mondială a anului